# Ungheni (Mureș)
Ungheni (em húngaro: Nyárádtő, AFI: /ˈɲaːraːttøː/; em alemão: Nyaradfluß) é uma cidade do județ (distrito) de Mureș, na região histórica da Transilvânia, Roménia. Até à década de 1960 o seu nome romeno foi Nirașteu.
Em 2011 tinha 6 945 habitantes e em 2016 estimava-se que tivesse 7 523 habitantes. A área administrada pela cidade tem 63,69 km². O Aeroporto Internacinal de Târgu Mureș situa-se na área administrada por Ungheni.

## Geografia e demografia
Em termos étnicos, segundo o censo de 2011, 72,6% da população era romena, 8,6% húngara e 14,1% cigana. A distribuição de população pelas localidades do município citadino — que inclui seis aldeias além da cidade de Ungheni — era a seguinte em 2002: Cerghid (em húngaro: Nagycserged; 499), Cerghizel (Kiscserged; 492), Morești (Malomfalva; 727), Recea (Recsa; 142), Șăușa (Sóspatak; 233), Ungheni (3 562) e Vidrasău (Vidrátszeg; 899).
Unhgeni situa-se no centro sudoeste do distrito, nas colinas de Niraj e Madarași (em romeno: Dealurile Nirajului e Colinele Madarașului), nas margens do rio Niraj, junto à sua confluência com o rio Mureș, 10 km a sudoeste da capital distrital, Târgu Mureș.

## História
A menção mais antiga à vila data de 1264, com o nome de Naradtew. Em escavações levadas a cabo entre 1951 e 1955 na aldeia de Morești foram descobertos objetos do Paleolítico, cerâmica do Neolítico, vestígios duma necrópole da Idade do Bronze e de outra dácia e romana, bem como de restos dum castelo da Alta Idade Média que poderá ter sido a residência do chefe valaco Gelou.
A vila pertenceu ao Reino da Hungria e posteriormente ao Império Austríaco e à Áustria-Hungria. Em 1601, foi incendiada e muitos dos seus habitantes foram mortos pelas tropas do general Basta, durante a revolta transilvana contra os Habsburgo. Em 1876, com a reorganização administrativa da Transilvânia, Ungheni passou a fazer parte do condado de Maros-Torda.
Como toda a Transilvânia, Ungheni passou a fazer parte da Roménia em 1920, nos termos do Tratado de Trianon. Na sequência da Segunda Arbitragem de Viena, a região foi ocupada pela Hungria entre 1940 e 1944. Nesse período, os nazis exterminaram a pequena comunidade judia local. Em 1944, a área foi palco de numerosos combates, durante a libertação da Transilvânia, quando a Roménia se juntou aos Aliados. Em 1945 foi novamente formalmente integrada na Roménia e em 2004 obteve o estatuto de cidade (oraș).
No verão de 2008 ocorreu um incidente polémico que provocou protestos: a igreja greco-católica da Santa Trindade (Sfânta Treime), construída em 1858 em estilo neobarroco foi demolida para ser substituída por uma igreja ortodoxa.